# توريبيو روجاس
توريبيو روجاس (بالإسبانية: Toribio Rojas)‏ هو لاعب كرة قدم ومدرب كرة قدم كوستاريكي، ولد في 14 فبراير 1945 في كوستاريكا. شارك مع منتخب كوستاريكا لكرة القدم. أما مع النوادي، فقد لعب مع نادي ألاجولينسي.